# Leonardo Santos (Leichtathlet)
Leonardo Santos (* 27. Januar 2002) ist ein brasilianischer Leichtathlet, der sich auf den Mittelstreckenlauf spezialisiert hat.

## Sportliche Laufbahn
Erste Erfahrungen bei internationalen Meisterschaften sammelte Leonardo Santos im Jahr 2021, als er bei den U20-Südamerikameisterschaften in Lima in 1:48,78 min die Goldmedaille im 800-Meter-Lauf gewann und auch mit der brasilianischen 4-mal-400-Meter-Staffel in 3:13,21 min die Goldmedaille gewann. Anschließend schied er bei den U20-Weltmeisterschaften in Nairobi mit 1:48,78 min im Halbfinale über 800 Meter aus, ehe er bei den U23-Südamerikameisterschaften in Guayaquil in 1:48,31 min die Silbermedaille hinter seinem Landsmann Eduardo Ribeiro gewann. Auch bei den erstmals ausgetragenen Panamerikanischen Juniorenspielen in Cali gewann er in 1:50,14 min die Silbermedaille hinter dem Venezolaner Ryan López. Im Jahr darauf gewann er bei den U23-Südamerikameisterschaften in Cascavel in 1:48,71 min die Silbermedaille hinter seinem Landsmann Eduardo Ribeiro und 2024 siegte er bei den U23-Südamerikameisterschaften in Bucaramanga mit neuem Meisterschaftsrekord von 3:43,55 min im 1500-Meter-Lauf. Zudem gewann er in 1:47,76 min auch über 800 Meter die Goldmedaille und siegte mit der Staffel in 3:07,14 min. Im Jahr darauf siegte er mit neuem Meisterschaftsrekord von 1:49,94 min über 800 Meter bei den Hallensüdamerikameisterschaften in Cochabamba.
2024 wurde Santos brasilianischer Meister im 800-Meter-Lauf.

## Persönliche Bestzeiten
- 800 Meter: 1:45,82 min, 15. Mai 2024 in Cuiabá
  - 800 Meter (Halle): 1:49,94 min, 23. Februar 2025 in Cochabamba
- 1000 Meter: 2:20,59 min, 18. Juni 2024 in Bilbao
- 1500 Meter: 3:43,55 min, 27. September 2024 in Bucaramanga